# Alessandro Motti
Alessandro Motti (Correggio, 21 febbraio 1979) è un tennista e allenatore di tennis italiano.ex 
Si distingue soprattutto in doppio, specialità nella quale ha raggiunto una finale ATP, ha vinto 16 tornei Challenger e 23 tornei ITF, il primo dei quali nel 2003, ed è stato numero 91 del mondo nel 2009. Mancino e dotato di un rovescio a una mano, è soprannominato "Wolf" e "Faina".
È attualmente l'allenatore del tennista francese Antoine Escoffier.

## Carriera professionistica

### Singolare
La sua carriera tra i professionisti comincia nel 2000 con una sconfitta al primo turno del Columbia F1 contro Sebastian Quintero; nello stesso anno perde ancora al primo turno al Columbia F2. Nel 2001 raggiunge i quarti al Columbia F2 battendo Juan Pablo Guzmán e Marcelo Carvalho e viene eliminato da Michael Quintero. Torna a disputare i quarti nei tornei Futures nel 2004. Nel 2005 raggiunge le semifinali del Poland F2 e perde contro il numero 329 ATP Rainer Eitzinger.
Nel 2006 supera per la prima volta il primo turno in un torneo Challenger a Reggio Emilia battendo in tre set Arnaud Di Pasquale prima di essere eliminato dal numero 170 ATP Gorka Fraile. Nel 2007 partecipa a vari Challenger e raggiunge il secondo turno solo a Kuala Lumpur, dove perde contro il numero 102 del mondo Chris Guccione. Nel 2010 partecipa alle qualificazioni del torneo ATP di Houston e perde in due set da Peter Polansky.

### Doppio
Nel 2000 comincia nel doppio in un Futures in Colombia e perde al primo turno. Nel 2001 raggiunge la sua prima finale in un Futures insieme ad Andrea Stoppini. Nel 2002 raggiunge delle semifinali nei Futures con Francesc Lleal e Mads Gottlieb. Nel 2003 disputa alcune finali Futures insieme a Daniele Giorgini, Fabio Colangelo, Uros Vico e Stéphane Robert e ne vince tre. Nel 2003 esordisce nel circuito Challenger a Recanati raggiungendo i quarti di finale in coppia con Daniele Giorgini.
Nel 2004 disputa la prima finale Challenger a Mantova assieme a Flavio Cipolla, vince inoltre 9 tornei Futures e raggiunge 3 finali Futures con Fabio Colangelo, Simone Vagnozzi, Cipolla, Giancarlo Petrazzuolo, Evgenij Korolëv e Daniel Muñoz de la Nava. Nel 2005 vince il primo titolo Challenger a Mantova, dopo aver nuovamente raggiunto la finale con Cipolla. Vince anche tre tornei Futures e raggiunge altre 5 finali tra Futures e Challenger. Quell'anno debutta nel circuito maggiore in coppia con Colangelo al torneo ATP di Umago ed escono di scena al primo turno. Nel corso della stagione gioca anche insieme a Cipolla, Marco Pedrini, Vincent Baudat e Jasper Smit.
Nel 2006 vince tre tornei e raggiunge due finali tra Futures e Challenger e perde nuovamente al primo turno all'ATP di Umago. Quell'anno gioca insieme a Muñoz de la Nava, Cipolla, Diego Álvarez e Giorgio Galimberti. Nel 2007 vince 1 Challenger e perde 4 finali insieme Simone Vagnozzi, Leonardo Azzaro, Colangelo e Giorgini. Nel 2008 vince 2 Challenger e perde 2 finali, perde anche al primo turno di Umago e Båstad; gioca insieme a Filip Polášek, Marco Crugnola, Alberto Brizzi e Azzaro.
Nel 2009 vince 4 Challenger e ne perde 5 in finale. Fa il suo esordio con una sconfitta in un torneo del Grande Slam all'Open di Francia, al successivo Torneo di Wimbledon supera le qualificazioni e perde al primo turno. Esce al primo turno anche agli ATP di Gstaad e Metz. Nel corso della stagione gioca insieme a Simon Greul, Peter Luczak, Daniele Bracciali, Joseph Sirianni, Crugnola e Cipolla.
Nel 2010 vince 2 tornei e perde 2 volte in finale tra Challenger e Futures,. Nei tornei ATP viene eliminato al primo turno a Zagabria, nei quarti a Houston, sempre al primo turno a Monaco. Non supera le qualificazioni al Torneo di Wimbledon; gioca insieme a Dustin Brown, Vagnozzi, Alessio Di Mauro, Crugnola e Denis Istomin.
Nel 2011 vince 3 Challenger e ne perde altri 3 in finale. Entra nel tabellone al Torneo di Wimbledon come lucky loser e perde al primo turno. Esce all'esordio anche a Stoccarda e Gstaad. Nel corso della stagione gioca insieme a Alessio Di Mauro, Luczak, Martin Kližan, Stéphane Robert, Andreas Seppi, Andreas Haider-Maurer, Martin Fischer e Purav Raja. Nel 2012 vince 1 Challenger e ne perde 1 in finale e viene eliminato al primo turno all'ATP di Belgrado, gioca insieme a Benoît Paire, Laurynas Grigelis e Vagnozzi.
Nel 2013 vince due tornei Futures in coppia con Matteo Volante e Wesley Koolhof, e il Challenger di Siviglia in coppia con il francese Stephane Robert. Nel 2014 vince nuovamente con Wesley Koolhof, ma questa volta al Challenger di Oberstaufen. Nessun titolo nella stagione successiva e nel 2016 centra la vittoria al Challenger di Fano in coppia con Riccardo Ghedin.
Nel 2017 riceve una wild card all'ATP 250 di Istanbul e, insieme al turco Tuna Altuna, raggiunge la sua prima finale nel circuito maggiore, persa contro Roman Jebavý / Jiří Veselý con il punteggio di 0-6, 0-6. Partecipa inoltre allo Swedish Open perdendo al primo turno. Nel 2018 arriva in semifinale al Torneo ATP di Quito e a fine stagione un infortunio al polso lo costringe ad abbandonare temporaneamente i tornei professionistici.
Ritorna all'attività professionistica per giocare nei mesi estivi del 2021, dopo quasi 3 anni di inattività, e in coppia con Julian Ocleppo vince il torneo ITF M25 di doppio a Casinalbo battendo in finale per 6-3, 6-2 la coppia composta dai brasiliani Pucinelli de Almeida e Pedro Sakamoto. Nel corso della stagione gioca in totale 11 tornei di doppio, raggiunge le semifinali nei Challenger di Todi con Ocleppo e di Verona con Malek Jaziri, risultati con cui nel febbraio successivo si trova al 506º posto del ranking. Rientra a giocare anche in singolare e perde gli unici due incontri disputati.
Dopo altri 9 mesi di inattività gioca tre tornei di doppio nel 2022 arrivando in semifinale in un ITF M25 a Telfs e poi con Antoine Escoffier al Challenger de Drummondville. 

## Allenatore e altre attività tennistiche
Dopo l'infortunio di fine 2018 inizia la carriera di allenatore seguendo Julian Ocleppo, pur manifestando l'intenzione di tornare a giocare nei circuiti professionistici. All'inizio del 2022 si interrompe il rapporto con Ocleppo, reduce da 2 anni di infortuni. Nel 2023 viene affidata a Motti la direzione del prestigioso torneo Challenger 125 di Sanremo.

## Statistiche
Aggiornate al 31 luglio 2023.

### Doppio

#### Finali perse (1)
| Legenda                   |
| Grande Slam (0)           |
| ATP World Tour Finals (0) |
| ATP Masters 1000 (0)      |
| ATP World Tour 500 (0)    |
| ATP World Tour 250 (1)    |

| Numero | Data          | Torneo                  | Superficie  | Compagno    | Avversari in finale      | Punteggio |
| 1.     | 7 maggio 2017 | Istanbul Open, Istanbul | Terra rossa | Tuna Altuna | Roman Jebavý Jiří Veselý | 0-6, 0-6  |

### Tornei minori

#### Doppio

##### Vittorie (39)
| Legenda tornei minori |
| Challenger (16)       |
| ITF (23)              |